# Anders Larsson (orgelbyggare)
Anders Larsson, född 20 oktober 1791 i Rya socken, död 10 januari 1865 i Skivarp, var en svensk amatörorgelbyggare, byggmästare och mjölnare.
Larsson hade ingen examen i orgelbyggeri. Han byggde mellan 1829 och 1843 cirka 15 orglar i Skåne. Han fick 1839 avslag på ansökan om orgelbyggarprivilegium hos Kommerskollegium. Efter det överlät han det mesta av byggeriet till sonen och orgelbyggaren Johan Lambert Larsson.

## Biografi
Larsson föddes 20 oktober 1791 på Esborrarp i Rya socken. Han var son till åbon Lars Andersson (1754–1815) och Karna Bengtsdotter (född 1770). Han bodde förre 1817 i Östra Vemmerlöv. Larsson flyttade 1817 till Skvalte kvarn i Stora Herrestad. Larsson flyttade 1818 till Svenstorps kvarn i Stora Köpinge socken tillsammans med sin hustru. Han kom där att börja arbeta som kvarnbyggare. De flyttade 1831 till Källesjö väderkvarn i Hedeskoga socken. Larsson började där att arbeta som orgelbyggare. Omkring 1849 började Larsson att arbeta som byggmästare. 1857 flyttade de till Ystad. 1858 flyttade de till Skivarp 19. Larsson avled 10 januari 1865 i Skivarp.

## Familj
Larsson gifte sig första gången före 1818 med Elisabeth Chatarina Kamp (1777–1847). Hon var dotter till inspektor Johannes Kamp och Judit Christina Qviding. De fick tillsammans sonen Johan Lambert Larsson (1818–1887).
Larsson gifte sig andra gången 1848 med Christina Larsson Ahlgren (född 1793). Hon var dotter till ladufogden Lars Ahlgren och Bottilla i Baldringe.

## Lista över orglar
| År          | Ursprunglig kyrka        | Stift | Bild | Manualer | Pedal | Stämmor | Bevarad orgel/fasad | Övrigt |
| ----------- | ------------------------ | ----- | ---- | -------- | ----- | ------- | ------------------- | --- |
| 1830        | Sankt Petri kyrka, Ystad | Lunds |      |          |       | 10      |                     | Slutbesiktigad i oktober 1830 av Em. Wenster, Phil. Mag., Assessor och Domkyrkoorganist i Lund. Em. Wenster hade även besiktigat A. Larssons reparationer på orgelverken i Maria Kyrka i Ystad och i Sövde kyrka samma år. Vidimeringar i Malmö Tidning 31 december 1830, s. 4. |
| 1831        | Villie kyrka             | Lunds |      |          |       | 6       |                     | |
| 1833        | Vellinge kyrka           | Lunds |      |          |       | 8       |                     | |
| 1833        | Slimminge kyrka          | Lunds |      |          |       | 8       |                     | |
| 1834        | Västra Tommarps kyrka    | Lunds |      |          |       | 7       |                     | |
| 1835        | Stiby kyrka              | Lunds |      |          |       | 6       | ?/Ja                | |
| 1835        | Maglehems kyrka          | Lunds |      |          |       |         |                     | |
| 1836        | Bodarps kyrka            | Lunds |      |          |       | 5       |                     | |
| 1836        | Bonderups kyrka          | Lunds |      |          |       |         |                     | |
| 1839        | Gylle kyrka              | Lunds |      |          |       | 8       |                     | |
| 1839        | Kyrkoköpinge kyrka       | Lunds |      |          |       | 6       |                     | |
| 1839        | Åkarp kyrka              | Lunds |      |          |       |         |                     | |
| 1843 (1853) | Hedeskoga kyrka          | Lunds |      |          |       | 6       |                     | |
| 1843 (1830) | Bjäresjö kyrka           | Lunds |      |          |       | 6       |                     | |
| 1845        | Öja kyrka                | Lunds |      |          |       | 5       |                     | |